# Паисий (Ларендзакис)
Епи́скоп Паи́сий (греч. Επίσκοπος Παΐσιος, в миру Дими́триос Ларендзакис, греч. Δημήτριος Λαρεντζάκης; род. 28 января 1974, Ираклион) — архиерей Константинопольской православной церкви, епископ Апамейский (с 2018), викарий Австрийской митрополии.

## Биография
Родился 28 января 1974 года в Ираклионе, на Крите, в семье Харалампия и Екатерины Ларендзакисов.
Начальное образование получил в Ираклионе, а затем — в Ризарийской богословской школе города Афин. Окончил богословский институт Афинского университета.
В 1998 году, в монастыре святого Георгия Эпаносифи, митрополитом Ламбийским, Сивритским и Сфакийским Иринеем (Месархакисом) был пострижен в монашество с именем Паисий и рукоположен в сан иеродиакона.
В 2000 году архиепископом Критским Тимофеем (Папуцакисом) был рукоположен в сан иеромонаха с возведением в достоинство архимандрита.
С 2001 по 2006 год служил в Петрской и Херсонисской митрополии.
С 2015 года служил в юрисдикции Александрийской православной церкви, а с 2016 года был протосинкеллом Австрийской митрополии Константинопольского патриархата.
29 августа 2018 года Священным синодом Константинопольской православной церкви избран для рукоположения в сан епископа Апамейского, викария Австрийской митрополии.
20 октября 2018 года в Троицком кафедральном соборе в Вене был рукоположен в сан епископа Апамейского. Хиротонию совершили: митрополит Австрийский Арсений (Кардамакис), митрополит Галльский Эммануил (Адамакис), митрополит Ретимнийский и Авлопотамский Евгений (Антонопулос), митрополит Испанский и Португальский Поликарп (Ставропулос), митрополит Неакринийский и Каламарийский Иустин (Бардакас), епископ Лефкийский Евмений (Тамиолакис) и епископ Христупольским Макарий (Гриниезакис).
Своё служение осуществляет в Будапеште, духовно окормляя Венгерский экзархат, входящий в состав Австрийской митрополии.